# Ashley (Illinois)
Ashley es una ciudad ubicada en el condado de Washington en el estado estadounidense de Illinois. En el año 2010 tenía una población de 0 habitantes y una densidad poblacional de 0 personas por km².

## Geografía
Ashley se encuentra ubicada en las coordenadas 38°19′42″N 89°11′20″O / 38.32833, -89.18889.

## Demografía
Según la Oficina del Censo en 2000 los ingresos medios por hogar en la localidad eran de $31,42, y los ingresos medios por familia eran $41,00. Los hombres tenían unos ingresos medios de $32,40 frente a los $21,66 para las mujeres. La renta per cápita para la localidad era de $14,69. Alrededor del 17,0% de la población estaban por debajo del umbral de pobreza.